# Choisy, Haute-Savoie
Choisy este o comună în departamentul Haute-Savoie din sud-estul Franței. În 2009 avea o populație de 1.558 de locuitori.

## Evoluția populației
| An        | 1975 | 1982 | 1990  | 1999  | 2006  | 2009  |
| --------- | ---- | ---- | ----- | ----- | ----- | ----- |
| Populație | 551  | 767  | 1.068 | 1.365 | 1.548 | 1.558 |